# Spilosoma mona
Spilosoma mona är en fjärilsart som beskrevs av Swinhoe 1885. Spilosoma mona ingår i släktet Spilosoma och familjen björnspinnare. Inga underarter finns listade i Catalogue of Life.